# Глава Кабинета министров Аргентины
Глава Кабинета министров (исп. Jefe de Gabinete) — глава правительства Аргентины. Его полномочия установлены статьями 100 и 101 конституции страны.

## Список Глав Кабинета министров
| Глава Кабинета министров | Президент                       | Срок полномочий                  |
| ------------------------ | ------------------------------- | -------------------------------- |
| Эдуардо Баусо            | Карлос Менем                    | 8 июля 1995—5 июня 1996          |
| Хорхе Родригес           | Карлос Менем                    | 5 июня 1996—10 декабря 1999      |
| Родольфо Терраньо        | Фернандо Де ла Руа              | 10 декабря 1999—6 октября 2000   |
| Кристиан Коломбо         | Фернандо Де ла Руа              | 6 октября 2000—20 декабря 2001   |
| Умберто Скьявони         | Рамон Пуэрта                    | 20 декабря 2001—23 декабря 2001  |
| Луис Лускиньос           | Адольфо Родригес Саа            | 23 декабря 2001—30 декабря 2001  |
| Антонио Кафиеро          | Эдуардо Каманьо                 | 30 декабря 2001—2 января 2002    |
| Хорхе Капитанич          | Эдуардо Дуальде                 | 2 января 2002—3 мая 2002         |
| Альфредо Атанасоф        | Эдуардо Дуальде                 | 3 мая 2002—25 мая 2003           |
| Альберто Фернандес       | Нестор Киршнер                  | 25 мая 2003—23 июля 2008         |
| Альберто Фернандес       | Кристина Фернандес де Киршнер   | 25 мая 2003—23 июля 2008         |
| Серхио Масса             | 23 июля 2008—7 июля 2009        |                                  |
| Анибаль Фернандес        | 7 июля 2009—20 декабря 2011     |                                  |
| Хуан Мануэль Абал Медина | 20 декабря 2011—20 декабря 2013 |                                  |
| Хорхе Капитанич          | 20 декабря 2013—26 февраля 2015 |                                  |
| Анибаль Фернандес        | 26 февраля 2015—10 декабря 2015 |                                  |
| Маркос Пенья             | Маурисио Макри                  | 10 декабря 2015—10 декабря 2019  |
| Сантьяго Кафьеро         | Альберто Фернандес              | 10 декабря 2019—20 сентября 2021 |
| Хуан Луис Мансур         | Альберто Фернандес              | 20 сентября 2021—15 февраля 2023 |
| Агустин Росси            | Альберто Фернандес              | 15 февраля 2023—10 декабря 2023  |
| Николас Поссе            | Хавьер Милей                    | 10 декабря 2023—27 мая 2024      |
| Гильермо Франкос         | Хавьер Милей                    | 27 мая 2024—настоящее время      |